# Benigno Prieto del Pozo
Benigno Prieto del Pozo (ur. 25 listopada 1906 w Salce, zm. 16 sierpnia 1936 Fuente el Fresno) – hiszpański franciszkanin, prezbiter, męczennik chrześcijański i błogosławiony Kościoła rzymskokatolickiego.

## Biografia
Urodzony w Salce (León) 25 listopada 1906 roku. Był synem rolnika i cieśli Felipe i Teresy del Pozo. Rodzina była głęboko wierząca. Jedna z ciotek była zakonnicą, starszy brat Honorato wstąpił do franciszkanów. Benigno był od 1918 roku wychowankiem kolegium franciszkańskiego w Belmonte (Cuenca), następnie w Alcázar de San Juan (Ciudad Real). Do nowicjatu Zakonu Braci Mniejszych wstąpił w klasztorze w Arenas de San Pedro (Ávila) 7 kwietnia 1922 roku. Pierwszą profesję zakonną złożył 8 kwietnia 1923 roku. Przeznaczony do stanu kapłańskiego, studia filozoficzne odbył w konwencie w Pastranie (Guadalajara), zaś teologiczne w Consuegra (Toledo). Musiał na rok przerwać naukę z powodów zdrowotnych. Zapadł na chorobę płuc, z której do końca życia nie zdołał się wyleczyć. Śluby wieczyste złożył 26 listopada 1927 roku. Święcenia kapłańskie przyjął w Toledo 20 grudnia 1930 roku.
Jako młody kapłan został nauczycielem i ekonomem w kolegium franciszkańskim w Pastranie, gdzie przebywał od 1931 do 1934 roku. W tym okresie opiekował się miejscową wspólnotą tercjarzy. Współpracował również z periodykiem „Cruzada Seráfica”, publikując artykuły dotyczące społecznej doktryny Kościoła. W 1934 roku decyzją władz zakonnych przeniósł się do klasztoru w Consuegra, gdzie powierzono mu obowiązki wykładowcy i wychowawcy kleryków. W 1936 roku doświadczył trudności z niektórymi wychowankami. Konieczna była interwencja prowincjała. Kryzys został jednak szybko zażegnany. O. Prieto opiekował się też tercjarzami i nadal publikował na łamach „Cruzady”. Po wybuchu hiszpańskiej wojny domowej i aresztowaniu na świadkach robiła wrażenie jego troska o uwięzionych razem z nim młodych braci, kleryków. Rozstrzelano go wraz ze współbraćmi z konwentu w Boca de Balondillo (Fuente el Fresno, Ciudad Real) 16 sierpnia 1936 roku.

## Beatyfikacja
O. Prieto del Pozo OFM został ogłoszony błogosławionym wraz z innymi 497 męczennikami hiszpańskimi przez papieża Benedykta XVI na Placu Świętego Piotra 28 października 2007 roku. Mszy przewodniczył prefekt Kongregacji Spraw Kanonizacyjnych kardynał José Saraiva Martins.
Wspomnienie liturgiczne obchodzone jest jako obowiązkowe przez zakony franciszkańskie na terenie Hiszpanii, przypada 6 listopada.